# Novocaine
Novocaine är en amerikansk actionkomedifilm som hade premiär den 14 mars 2025. Filmen är regisserad av Dan Berk och Robert Olsen efter ett manus skrivet av Lars Jacobson.

## Handling
Filmen handlar en man som är född med en genetisk defekt som gör att han inte kan känna fysisk smärta. När hans flickvän blir tagen som gisslan vid ett bankrån så använder han för första gången detta till sin fördel.

## Rollista (i urval)
| Jack Quaid       | – Nathan Caine |
| Amber Midthunder |                |
| Ray Nicholson    |                |
| Jacob Batalon    |                |
| Betty Gabriel    |                |
| Matt Walsh       |                |